# Tribunal Constitucional de Tailàndia
El Tribunal Constitucional del Regne de Tailàndia (en tailandès: ศาลรัฐธรรมนูญ) és un tribunal constitucional amb la constitució 7 de la constitució que analitza la constitucionalitat dels actes parlamentaris , reials decrets, avantprojectes de llei, així com el nomenament i cessament dels càrrecs públics i qüestions relatives als partits polítics a Tailàndia. El tribunal actual forma part de la branca judicial del govern nacional tailandès.
El tribunal, juntament amb la constitució de 1997, va ser dissolt i substituït per un Tribunal Constitucional el 2006 després del cop d'estat tailandès de 2006. Mentre que el Tribunal Constitucional tenia 15 membres, set del poder judicial i vuit seleccionats per un tribunal especial, el Tribunal Constitucional tenia nou membres, tots del poder judicial. La Constitució de 2007 va tornar a establir una institució similar, formada per nou membres.
Les decisions del tribunal són definitives i inapel·lables. Les seves decisions vinculen tots els òrgans de l'estat, inclosa l'Assemblea Nacional, el Consell de Ministres i altres tribunals.